# Wonderin' (Neil Young)
Wonderin' is een lied dat werd geschreven door Neil Young. Hij bracht het in 1983 uit op een single en zijn album Everybody's rockin'. Dit werk maakte hij samen met The Shocking Pinks, een formatie die speciaal voor dit album was samengesteld. Op de B-kant van de single stond het nummer Payola blues.
Het is een liefdeslied waarin Young mijmert dat het nu al zo lang duurt dat zijn vriendin er niet meer is. Hij gaat er niettemin van uit dat er nog steeds een kans is dat ze die dag toch nog thuis zal komen.
Het nummer werd enkele malen gecoverd op muziekalbums van andere artiesten. Voorbeelden zijn van Retro Gretion (Happy trigger, 2003), Barenaked Ladies (Borrowed tunes II, 2007) en Nils Lofgren (The loner (Nils sings Neil), 2008).